# Phaeogenes eurydoxae
Phaeogenes eurydoxae är en stekelart som beskrevs av Tohru Uchida 1956. Phaeogenes eurydoxae ingår i släktet Phaeogenes och familjen brokparasitsteklar. Inga underarter finns listade i Catalogue of Life.